# سفارت کانادا در توکیو
سفارت کانادا در توکیو (به لاتین: Embassy of Canada) یک سفارت در ژاپن است که در آکاساکا واقع شده‌است.